# Michael Vassiliadis

Michael Vassiliadis (2019)

Michael Zissis Vassiliadis (* 13. März 1964 in Essen) ist Vorsitzender der Gewerkschaft IGBCE und Präsident des europäischen Verbunds der Industriegewerkschaften IndustriAll Europe.

## Werdegang
Vassiliadis ist Sohn einer deutschen Mutter und eines griechischen Vaters. In den Jahren 1980 bis 1983 absolvierte er bei der Bayer AG in Dormagen die Ausbildung zum Chemielaboranten und war nach Abschluss seiner Ausbildung bis 1986 in diesem Beruf tätig.
Im Jahr 1980 wurde er Mitglied bei der IG Chemie-Papier-Keramik (IG CPK) und ist seit 1981 Mitglied der SPD. Seit seiner Mitgliedschaft in der IG CPK nahm Michael Vassiliadis zahlreiche ehrenamtliche Funktionen auf Orts-, Landes- und Bundesebene wahr. Er war Referent in der gewerkschaftlichen Bildungsarbeit, Vorsitzender der Jugendvertretung und Mitglied der Gesamtjugendvertretung der Bayer AG, Mitglied des Beirats und diverser Tarifkommissionen sowie Delegierter zu den Gewerkschaftstagen.
Im Jahr 1986 begann seine hauptamtliche Gewerkschaftstätigkeit – zunächst als Sekretär der IG Chemie-Papier-Keramik in der Verwaltungsstelle Leverkusen, ab 1990 im Bezirk Nordrhein-Westfalen und in den Jahren 1994 bis 1997 als Geschäftsführer der Verwaltungsstelle in Leverkusen. 1997 wurde Michael Vassiliadis Vorstandssekretär der neuen Gewerkschaft IG Bergbau, Chemie, Energie (IG BCE) und leitete in der Hauptverwaltung in Hannover die Abteilung Vorsitzender/Personal. Von März 2004 bis Oktober 2009 war er Mitglied des geschäftsführenden Hauptvorstandes der IGBCE und in dieser Zeit für die Bereiche Betriebsräte, Bildung, Jugend sowie Vertrauensleute/Ortsgruppen zuständig.

Bundeskanzlerin Angela Merkel (2017) an der Seite von Michael Vassiliadis beim IG-BCE-Kongress in Hannover.

Vassiliadis wurde im Jahr 2009 als Nachfolger von Hubertus Schmoldt in das Amt des Vorsitzenden der IG BCE gewählt. In dieser Funktion bestätigt wurde Vassiliadis auf den Gewerkschaftskongressen der IG BCE im Oktober 2013 mit 99,2 %, im Oktober 2017 mit 97,7 % und im Oktober 2021 auf dem 7. Ordentlichen Gewerkschaftskongress erneut mit 97,4 % der Delegiertenstimmen. Der Sohn eines griechischen Gastarbeiters ist seit seiner Wahl 2009 zum Vorsitzenden die erste Person mit Migrationshintergrund an der Spitze einer deutschen Gewerkschaft. Die IG BCE ist mit rund 618.000 Mitgliedern (Stand: 2020) die drittgrößte Gewerkschaft in Deutschland.
Seit dem Jahr 2012 ist Vassiliadis Präsident von IndustriAll Europe, der europäischen Dachorganisation der Industriegewerkschaften in Europa. Von Juni 2007 bis November 2016 war Michael Vassiliadis Mitglied des Rates für Nachhaltige Entwicklung der Bundesregierung. Von März 2011 bis Mai 2011 war er Mitglied der Ethikkommission für sichere Energieversorgung. Von Juni 2018 bis Februar 2019 war er Mitglied der Kommission „Wachstum, Strukturwandel und Beschäftigung“ der Bundesregierung. Seit Juni 2020 ist er Mitglied im Nationalen Wasserstoffrat. Er war 2023 einer der drei Co-Vorsitzenden der „ExpertInnenkommission Gas und Wärme“ der Bundesregierung, die das Konzept für die Gas- und Strompreisbremse entwickelte.
Vassiliadis ist Vorstandsvorsitzender des Innovationsforums Energiewende. Er gehört dem Senat der acatech (Deutsche Akademie der Technikwissenschaften) an, ist Mitglied im Präsidium der BAPP (Bonner Akademie für Forschung und Lehre praktischer Politik) und im Beirat des Initiativkreises Ruhr. Weiterhin ist er Mitglied im CSR-Forum der Bundesregierung und im Kuratorium der Hilfsorganisation CARE Deutschland.
Er ist seit Mai 2014 stellvertretender Aufsichtsratsvorsitzender der RAG AG, Mitglied des Aufsichtsrats der Steag (Essen), seit Mai 2018 bei Henkel (Düsseldorf) und seit August 2004 bei BASF (Ludwigshafen). Er ist stellvertretender Vorsitzender des Kuratoriums der RAG-Stiftung. Außerdem ist er Vorstandsvorsitzender der Stiftung Arbeit und Umwelt der IGBCE, Senator der Deutschen Nationalstiftung sowie Beiratsmitglied der Deutsch-Türkischen Gesellschaft. und der Vereinigung der Deutsch-Griechischen Gesellschaften.

## Persönliches
Michael Vassiliadis ist mit der Diplom-Chemikerin Yasmin Fahimi, ehemalige Generalsekretärin der SPD, ehemalige Staatssekretärin im Bundesarbeitsministerium, ehemalige Bundestagsabgeordnete und seit 2022 DGB-Vorsitzende, verheiratet. Aus erster Ehe hat Michael Vassiliadis zwei Söhne.

## Politische Positionen

### Gewerkschaftspolitik
Vassiliadis sieht Streiks als letztes Mittel bei Verhandlungen mit Arbeitgebern. Den letzten Streik in der Chemiebranche gab es 1971. Nach einer Studie des Deutschen Instituts für Wirtschaftsforschung sind die Realeinkommen in Deutschland von 2000 bis 2010 um 4,2 Prozent zurückgegangen, während sie in der chemischen Industrie West um 8,2 Prozent stiegen.

### Mitbestimmung
Ausgelöst durch einen Konflikt beim Automobilzulieferer Continental startete Vassiliadis im Herbst 2020 eine Initiative zur Reform der Unternehmensmitbestimmung mit dem Ziel, das Doppelstimmrecht des Aufsichtsratsvorsitzenden abzuschaffen. „Wir wollen, dass Entscheidungen wie bei Conti nicht einfach vom Aufsichtsratschef durchgedrückt werden, ohne gemeinsam Alternativen gesucht zu haben. Deshalb soll bei einem Patt im Aufsichtsrat ein neutraler Schlichter eingeschaltet werden. Und wenn der am Ende sagt, dass die Zahlen Entlassungen oder Werksschließungen unvermeidlich machen, dann müssen natürlich – wie in vielen Unternehmen zu sehen – auch gemeinsam schmerzliche Entscheidungen getroffen werden.“

### Transformation

Michael Vassiliadis auf einem internationalen Gewerkschaftskongress (2020).

Als wichtigste Aufgabe der Gewerkschaften sieht Vassiliadis die Transformation durch Digitalisierung und Klimaschutz sozial, ökonomisch und ökologisch nachhaltig zu gestalten. „Die Transformation unseres Industriestandorts wird das wahrscheinlich größte und riskanteste ökonomische Projekt seit Bestehen der Bundesrepublik“, sagte er im März 2020, kurz vor der Coronakrise.
Im Januar 2021 stellte Vassiliadis das Modell eines kreditfinanzierten Transformationsfonds im Gesamtvolumen von zunächst 120 Milliarden Euro vor, mit dem sich der Bund an klimafreundlichen Projekten und an von der Transformation besonders betroffenen Unternehmen beteiligt sowie Start-Ups und Forschung und Entwicklung fördert. So ließen sich betriebswirtschaftlich unrentable, aber klimagerechte Großinvestitionen anstoßen. Um den Ausstoß von klimaschädlichen Schadstoffen bis zum Jahr 2050 wie geplant zu verringern, seien gewaltige Investitionen nötig, sagte Vassiliadis. „Nur höhere Ziele vorzugeben reicht nicht.“

### Energiepolitik
Vassiliadis fordert eine Reform der EEG-Gesetzgebung. Die Kosten der Energiewende müssten komplett aus dem Bundeshaushalt finanziert werden. Die Streichung der EEG-Umlage „hätte eine weitaus sozialere Wirkung als etwa eine Steuerentlastung“. Außerdem brauche die Industrie eine Preisgarantie für grünen Strom, damit die Unternehmen international wettbewerbsfähig blieben und keine Kapazitäten verlagerten.

### Klimapolitik
In der Klimadiskussion plädierte Vassiliadis im August 2019 in einem Gastbeitrag für die „WELT“ für eine Klimapolitik mit kühlem Kopf. „Immer hitzigere Aktionen oder gar politische Klimastreiks sind kein zielführendes Mittel.“ Stattdessen müssten Politik, Unternehmen, Gewerkschaften und Umweltverbände die klimagerechte Transformation des Industriestandorts als das größte und teuerste Unterfangen seit Bestehen der Bundesrepublik begreifen, Deutschland müsse „Made in Germany“ zur globalen Marke für klimaneutrale Spitzentechnologie machen.

### Kohleausstieg
Als Mitglied der Kommission „Wachstum, Strukturwandel und Beschäftigung“ der Bundesregierung verhandelte Vassiliadis den Ausstieg aus der Kohleverstromung mit. Der Ausstieg wurde später am 3. Juli 2020 sowohl vom Deutschen Bundestag als auch vom Bundesrat mehrheitlich beschlossen. Umweltverbände kritisieren die ihrer Ansicht nach zu hohen Entschädigungen für die Braunkohlebetreiber und die Laufzeit für den Ausstieg: Die Hälfte der Braunkohlekapazität werde erst zwischen 2035 und 2038 abgeschaltet. Vassiliadis verteidigt dagegen den erzielten Kompromiss: „Durch die Einigung haben wir nun wenigstens Rechtssicherheit – und das ist ein hohes Gut.“ Den Grund für den langen Ausstiegspfad sieht Vassiliadis in Versäumnissen beim Ausbau erneuerbarer Energien, der deutlich hinter den Planungen liege. Er fordert eine stärkere Harmonisierung der Ausstiegs- und Ausbaupfade. Außerdem erhalten die vom Kohleausstieg betroffenen Regionen 40 Milliarden Euro an finanzieller Unterstützung für den Strukturwandel, Vassiliadis plädiert für einen massiven Ausbau der Wasserstofftechnologie.

### Elektromobilität
Vassiliadis kritisierte im Juli 2020 eine aus seiner Sicht zu unspezifische Ausrichtung der SPD im Verhältnis von Arbeit und Umwelt mit Blick auf die Transformation der Autoindustrie. Die Elektromobilität werde „zu sehr ins Schaufenster“ gestellt. Die Kapazitäten der E-Autoproduktion reichten längst nicht, die Beschäftigungsprobleme zu lösen. Er forderte deshalb eine direkte Förderung von Staat und Autobauern, insbesondere für die Zulieferindustrie.

### Coronakrise
In der Coronakrise forderte Vassiliadis im April 2020, dass sich die Arbeitgeber an der geplanten Erhöhung des Kurzarbeitergeldes durch die Bundesagentur für Arbeit beteiligen sollen. „Diese Last darf man nicht einseitig der Bundesagentur für Arbeit aufbürden. Wir erwarten, dass gut verdienende Konzerne unserer Branche diese […] Subventionen an die Beschäftigten weitergeben, die in umfassender Kurzarbeit sind.“
Nachdem in der Pandemie zunächst Probleme in der Arzneimittel-, später mit der Impfstoffversorgung auftraten, setzte sich Vassiliadis für einen europäischen Pharma-Pakt ein, bei dem alle relevanten Player der Gesundheitswirtschaft, Politik und Sozialpartner an einen Tisch kommen und konkrete Konzepte für die Stärkung des Wirtschaftszweiges vereinbaren. „Wir brauchen jetzt ein europaweit abgestimmtes Vorgehen, damit Spitzenforschung, sichere Wertschöpfungsketten und Massenproduktion gefördert werden.“
Die massive Ausweitung von Homeoffice in der Coronakrise sieht Vassiliadis als Herausforderung für Mitbestimmung und innerbetriebliche Demokratie. Das gewerkschaftliche Zugangsrecht zum Betrieb und seinen Beschäftigten werde mitunter ausgehebelt, weil Unternehmen den Gewerkschaften den digitalen Zugang versperrten. Vassiliadis fordert: „Die Arbeitgeber müssen Gewerkschaften den Dialog mit den Beschäftigten über deren betriebliche Mailadressen, Firmen-Intranet und virtuelle Schwarze Bretter ermöglichen.“

### Managergehälter
Ende März 2017 widersprach Vassiliadis dem SPD-Parteivorsitzenden Martin Schulz im Hinblick auf die Begrenzung von Managergehältern. Gegenüber der Nachrichtenagentur dpa bezeichnete er eines der zentralen SPD-Wahlkampfthemen für die Bundestagswahl 2017 als abwegig: „Den Vorstoß, die Hauptversammlung über die Vergütung des Vorstands abstimmen zu lassen, halte ich für Unsinn.“ Vassiliadis distanzierte sich somit als erster Gewerkschaftsvorsitzender von der SPD, welche die Deckelung von Spitzengehältern im Management durch die Hauptversammlung fordert.
Laut Vassiliadis solle die Regierungskommission Deutscher Corporate Governance Kodex „festlegen, wie hoch das Gehalt eines Vorstandsmitglieds im Vergleich zum durchschnittlichen Verdienst eines Mitarbeiters im gleichen Unternehmen sein soll“. Der Deutsche Corporate Governance Kodex, in dem hauptsächlich Unternehmensvertreter sitzen, steht in der Kritik nicht ausreichend gesetzlich geregelt und verfassungsrechtlich legitimiert zu sein.

## Trivia

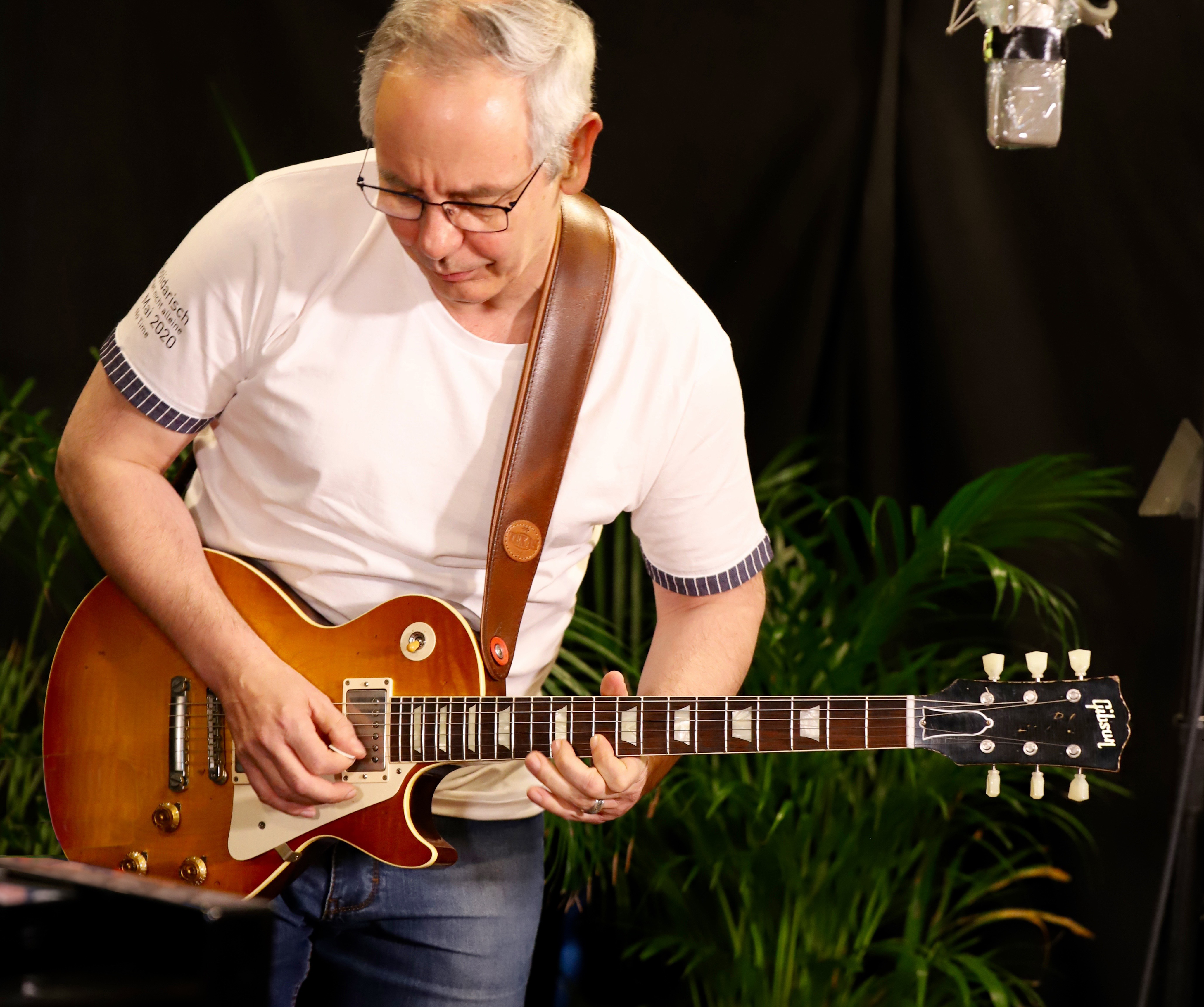
Als Hobbymusiker und Gitarrist spielt Michael Vassiliadis zu besonderen Anlässen in der Projektband No Time von Gewerkschaftsmitgliedern.

Vassiliadis ist dienstältester Gewerkschaftsvorsitzender im DGB. Als Hobbyrockmusiker und Gitarrist spielt er zu besonderen Anlässen in der Projektband von Gewerkschaftsmitgliedern, No Time und sammelt nebenbei leidenschaftlich Gitarren.

## Auszeichnungen
Michael Vassiliadis wurde 2023 in die Hall of Fame der deutschen Wirtschaft aufgenommen.
Im Jahr 2022 wurde Vassiliadis mit dem Bundesverdienstkreuz 1. Klasse ausgezeichnet.
Das Bistum Essen verlieh ihm ebenfalls 2022 den Heinrich-Brauns-Preis.
Im Jahr 2018 erhielt Michael Vassiliadis gemeinsam mit Bernd Tönjes, Vorstandsvorsitzender der RAG-Stiftung, den Preis Soziale Marktwirtschaft der Fasel-Stiftung. Zur Begründung nannte die Stiftung „den gelungenen Strukturwandel mit dem Prozess des sozial verträglichen Ausstiegs aus dem Steinkohlenbergbau“.

## Schriften
- Christian Kullmann, Gunda Röstel, Michael Vassiliadis (Hrsg.): 1,5 Grad. Gemeinsam. Nachhaltig. Handeln. Hamburg 2022, Murmann Verlag, ISBN 978-3-86774-742-4
- Michael Vassiliadis: Für den Fortschritt: Industriepolitik für das 21. Jahrhundert (Deutsch), Berlin 2010, Berliner Vorwärts Verlagsgesellschaft, ISBN 978-3-86602-891-3
- Klaus Engel, Michael Vassiliadis (Hrsg.): Werte Wissen Wachstum: Was Deutschland tun muss, 2010, Hoffmann und Campe, ISBN 978-3-455-50171-1
- Michael Vassiliadis, Kajsa Borgnäs (Hrsg.): Nachhaltige Industriepolitik: Strategien für Deutschland und Europa, Frankfurt 2020, Campus Verlag, ISBN 978-3-593-51260-0